# Effetto Schüfftan
L'effetto Schüfftan, dal nome di Eugen Schüfftan (1893 – 1977) direttore della fotografia tedesco che l'ha ideato, è un effetto speciale che si basa sull'utilizzo di uno specchio biriflettente posto a quarantacinque gradi rispetto alla macchina da presa, in modo da riprodurre il riflesso di oggetti e miniature poste frontalmente (fuori campo) che possono essere ingrandite. Rastremando le parti del vetro in cui si vogliono introdurre personaggi reali, rende possibile integrare scenografie e azioni reali con ambientazioni che altrimenti sarebbero impossibili da realizzare. Esempi dell'utilizzo di questo effetto si possono trovare in alcuni film degli anni venti e trenta, tra cui Metropolis di Fritz Lang e anche il Mago di Oz di Victor Fleming. Attualmente questa tecnica è stata completamente sostituita dal Chroma key e dal Matte.